# 11341 Babbage
11341 Babbage è un asteroide della fascia principale. Scoperto nel 1996, presenta un'orbita caratterizzata da un semiasse maggiore pari a 2,3811730 UA e da un'eccentricità di 0,0581490, inclinata di 7,35483° rispetto all'eclittica.
L'asteroide è dedicato a Charles Babbage (1791-1871) matematico, filosofo e scienziato proto-informatico britannico che per primo ebbe l'idea di un calcolatore programmabile.